# Frederik van Valckenborch

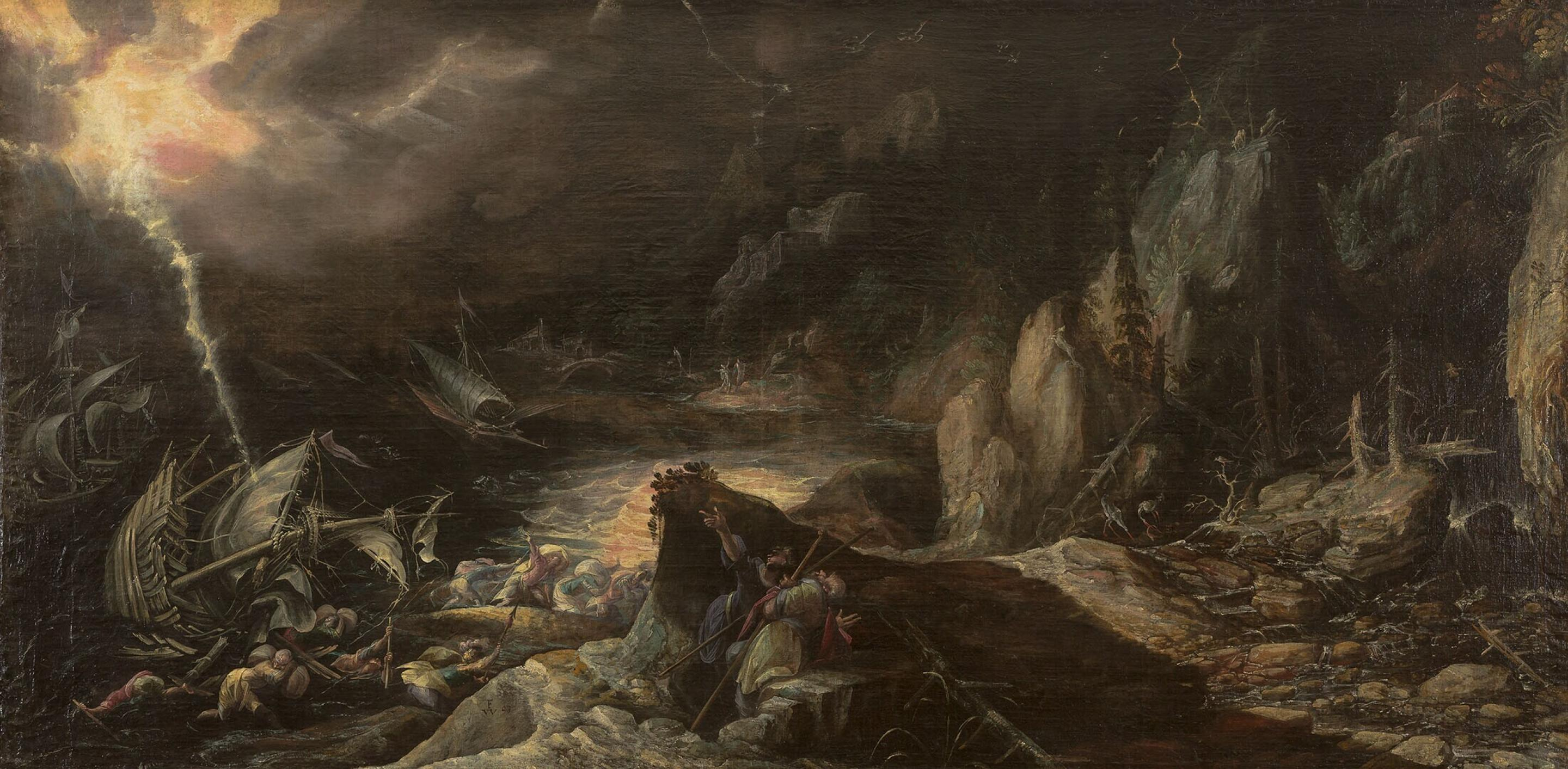
Paisaje con naufragio, 1603, óleo sobre lienzo, 100 x 199,5 cm, Róterdam, Museum Boijmans Van Beuningen.

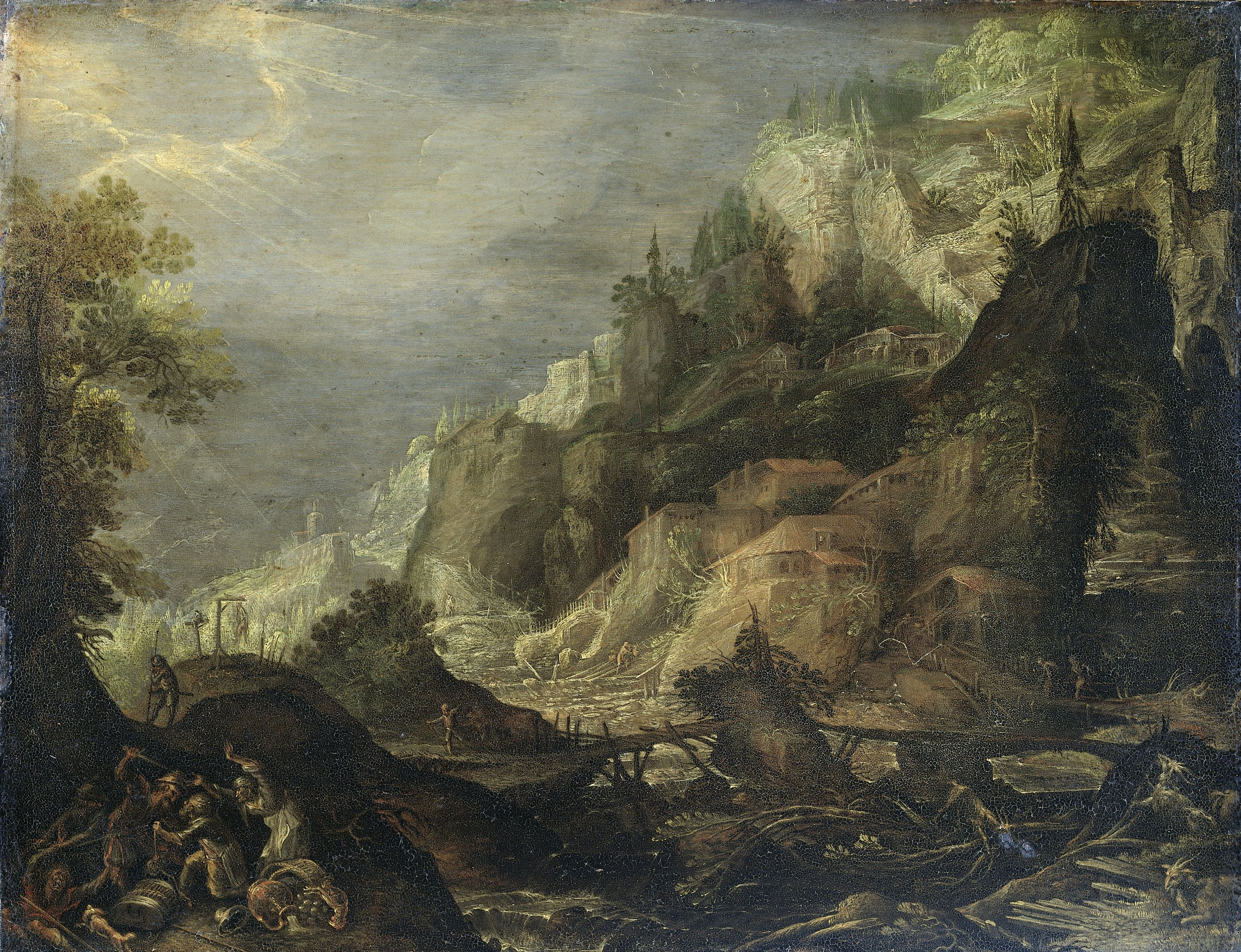
Paisaje montañoso, 1605, óleo sobre cobre, 27 x 35 cm, Ámsterdam, Rijksmuseum.

Frederik van Valckenborch (Amberes, 1566 – Núremberg, 1623) fue un pintor barroco flamenco especializado en la pintura de paisaje.

## Biografía
Hijo de Marten van Valckenborch, pintor de paisajes que en 1586 se trasladó con su familia a Fráncfort por razones religiosas, debió de formarse en el taller paterno. De 1590 a 1592 podría haber residido en Roma con su hermano Gillis, también pintor de paisajes y ruinas arquitectónicas.
En Italia, donde podría haber visitado también Venecia, puso el estilo minucioso y analítico de Jan Brueghel el Viejo aprendido de su padre al servicio de un expresivo manierismo. De regreso en Alemania en 1597 se encontraba de nuevo en Fráncfort donde se casó y adquirió la ciudadanía. Viajó luego por Baviera, Salzkammergut y Tirol antes de establecerse en Núremberg definitivamente en 1602. Aquí desarrolló un estilo muy personal, capaz de dotar a sus paisajes de fuerte carga dramática por los contrastes entre zonas iluminadas y zonas en sombra y por la presencia de relámpagos y otras fuerzas de la naturaleza trabajadas con pincelada nerviosa, de lo que puede ser ejemplo el Paisaje con un naufragio (Róterdam,  Museum Boijmans Van Beuningen) en cuya inquietante iluminación se ha visto la influencia de Tintoretto, que acreditaría el paso del pintor por Venecia. Pequeñas figuras gesticulantes en primer término, formando escenas bíblicas o mitológicas o bien carentes de anécdota (Paisaje montañoso,  Ámsterdam, Rijksmuseum) refuerzan con su violento dinamismo el aspecto amenazante que tienen sus paisajes de estos años.
En sus últimas años, sin embargo, su pintura parece haberse  hace más sosegada y sus paisajes más convencionales, abandonando los  contrastes de luz y sombra.